# موهن
 مُوهِن القدرة  (بالإنجليزية: Power attenuator) هو عنصر إلكتروني غير فعّال، يخفف من قدرة الإشارة بدون تشويه ملحوظ بشكل الموجة.

## الاسم والرمز
دُعي مُوهِن القدرة في اللغة العربيّة لأنّه يقوم باضعاف (تخفيض) الاستطاعة أو الجهد وهو يتألف من كَلمتَين الأولى مُوهِن اسم فاعل من الفعل الرباعي أَوهَن بمعنى أضعف  و القدرة التي تعني الاستطاعة .
يرمز إلى مُوهِن القدرة بخط طولي منكسر يقطعه في المنتصف خط أفقي مستقيم؛ في حال كون المُوهِن من النوع المتغير عندها يقطع المُوهِن سهم بزاوية 45 درجة.

## نبذة تاريخية

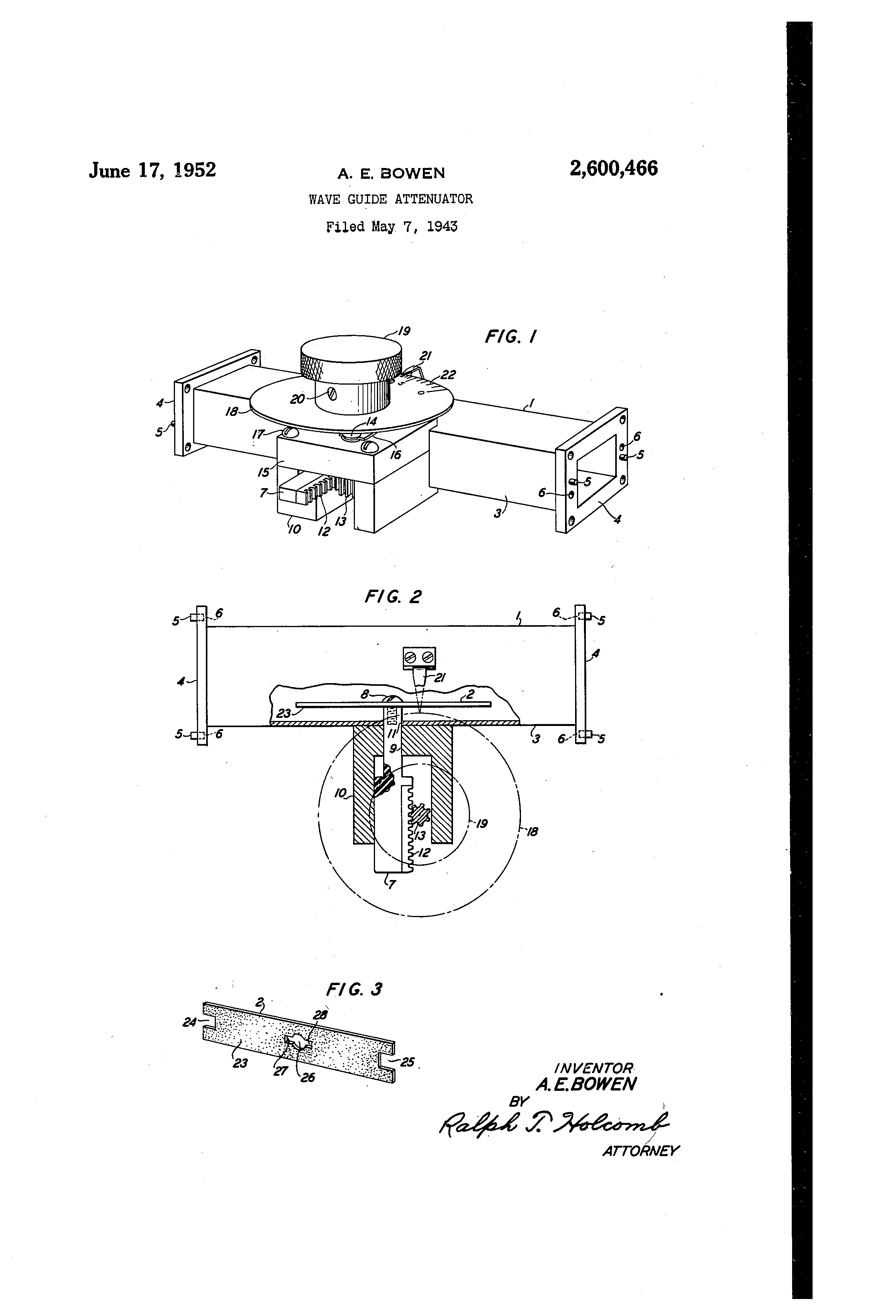
تصميم مُوهِن القدرة الحاصل على براءة الاختراع الأميركية عام 1943

يعود ذكر المُوهِن الإلكتروني للمرة الأولى لعام 1838  ولم يرد ذكر الاستخدام بشكل واضح ؛ فيما تم الحصول لاحقاً على براءة اختراع أميركية لمُوهِن القدرة في السابع من مايو (آيار) عام 1943 من قبل أرنولد أي. بينوين، ريد بانك وان. جي. في مختبرات بيل الهاتفية في مدينة نيويورك وبرقم تسلسلي 486013.
كما تجدر الإشارة إلى أولى الشركات التي صنعت المُوهِنات الإلكترونيّة شركة NAB عام 1960 وحققت خسارة في القدرة تتراوح بين 1/2 إلى 40 ديسيبل عند استخدامها للعناصر في دارات ذات مقاومة 600 أوم.

## البناء
تُصنَّع الموهنات من دارات مقسم الجهد، وبالتبديل بين مقاومات مختلفة قابلة للضبط يتم الحصول على أشكال مُوهِنات قدرة قابلة للضبط بشكل ثابت وأخرى قابلة للضبط باستمرار عبر استخدام مقاييس الجهد.
في حالة الترددات الأعلى، يتم استخدام شبكات مقاومة نسبة ثبات موجة القدرة (1)  المنخفضة المطابقة بدقة.

## الاستخدام
تستخدم المُوهِنات الثابتة في الدارات الإلكترونية لخفض الجهد وتبديد الطاقة وتحسين مطابقة المعاوقة. عند قياس الإشارات، تُستخدم أو محولات المُوهِنات لتخفيض سعة الإشارة بمقدار معروف لتمكين قياسها، كذلك تستعمل لحماية جهاز القياس من مستويات الإشارة التي قد تتلفه. كما تستخدم المُوهِنات «لمطابقة» المعاوقة من خلال خفض نسبة الموجة الدائمة الواضحة SWR (2) .

## دارات المُوهِنات

دارة مُوهِن القدرة من الصنف T متوازنة.
دارة مُوهِن القدرة من الصنف T غير متوازنة.

بشكل عام، تستخدم دارات المُوهِنات الأساسية ذات الصنف Π أو الصنف T التي تصنف إلى متوازنة أو غير متوازنة اعتماداً على هندسة الخطوط التي سيتم استخدامها والتي ستشكل شبكات المقاومات المتوازنة أو غير المتوازنة.
على سبيل المثال؛ تكون المُوهِنات التي تستخدم الخطوط المحورية تكون من الشكل غير المتوازن؛ في حين تكون المُوهِنات المستخدمة مع زوج الأسلاك المجدولة من الشكل المتوازن.
باعتبار دارة المُوهِن مكونة فقط من عناصر مقاومة سلبية فهي خطية ومتبادلة. فيما إذا صُممَت الدّارة بالشّكل المتناظر أيضاً (وهذه هي الحالة العامة لأنه يكون مطلوباً عادةً كون معاوقة المدخلات والمخرجات Z1 و Z 2  متساويّة)؛ عندها لن يتم تمييز منفذي الدخل والخرج؛ لكن المتفق عليه كون الجانبين الأيسر والأيمن يشار في الدارات الإلكترونية إلى الدخل والخرج على التوالي.
تتوفر العديد من الجداول والآلات الحاسبة التي توفر وسيلة لتحديد قيم المقاومات المناسبة لتحقيق قيم خسارة معينة.

## الخصائص

### المواصفات الأساسية للمُوهِنات الإلكترونية
- التوهين (التخفيف) تحدد بالديسيبيل من القوة النسبية؛ حيث أنّ مخمد ذو القدرة 3 ديسيبيل يعمل على تخفيض القدرة إلى النّصف في حين مخمد ذو 6 ديسيبيل يخفض القدرة إلى الربع و 10 ديسيبيل إلى العِشر و 20 ديسيبيل إلى 1 بالمائة و30 ديسيبيل إلى 1 بالألف وهكذا…؛ أما بالنسبة للجهد فيكون التوهين نصف القدرة، على سبيل المثال مخمد 6 ديسيبيل يقوم بتخفيض الجهد إلى النصف.
- معاوقة الحمل الاسمية على سبيل المثال 50 أوم.
- عرض نطاق التردد على سبيل المثال DC-18 GHz.
- تبديد الطاقة: يعتمد على الكتلة ومساحة السطح للمواد المقاومة وكذلك أجنحة التبريد الاضافية الممكنة.
- SWR هي نسبة الموجة الدائمة لمنافذ الإدخال والإخراج
- الدقة
- التكرارية.

## الأنواع

### مُوهِنات التردد اللاسلكية
تكون مُوهِنات التردد اللاسلكية عادة متحدة المحور في بنيتها مع موصلات دقيقة التي تتشكل من المنافذ والمحاور المتحدة المركز وتتكون بنيتها الداخلية من الأشرطة الميكروية أو الأغشية الرقيقة.
في حالة التردد ما فوق العالي SHF يكون مطلوباً هيكل الدليل الموجي ببنية خاصة.

#### الخصائص المهمة لمُوهِنات التردد اللاسلكية هي:
- الدقة
- نسبة ثبات الموجة المنخفض SWR
- الاستجابة الترددية المسطحة
- التكرار.

يعتمد حجم وشكل المُوهِن على قدرته على تبديد الطاقة. تستخدم مُوهِنات التردد الللاسلكية كأحمال للتخفيف المعروف وتبديد الحماية في قياس إشارات التردد الراديوي.

### المُوهِنات الصوتية
تستخدم المُوهِنات الصوتية على مستوى خط التسوية في مرحلة ما قبل التضخيم أو في تخفيف القدرة بعد استخدام المضخمات المقاومة الكهربائية وذلك للتقليل من مطال الإشارة الواصل إلى مكبر الصوت، والذي بدوره يقلل قدرة الخرج.
تحتوي المُوهِنات التي تعمل على مستوى خط التسوية على معالجة منخفضة للطاقة مثل مقياس الجهد ½ واط أو مقسم الجهد والتحكم في مستوى ما قبل التضخيم، وعلى اعتبار أن مضخم القدرة يملك قدرة معالجة أكبر للطاقة عندها يتموضع بين مضخم الطاقة ومكبر الصوت.
أمثلة عن مكان وجود المُوهِنات الصوتية:
- مُوهِن الطاقة (الإيتار الكهربائي)
- مضخم الإيتار.

## قيم مكونات المقاومات غير الفعالة والمُوهِنات
يهتم هذا القسم بأجزاء T, Π, L المُصنعة بالكامل من المقاومات ويتم إنهاء كل منفذ بمقاومة حقيقية بحتة.
بداية يمكن افتراض كون المقاومات والجهود والتيارات وقيم المنفذين ستكون حقيقية بحتة.
في التطبيقات العملية يكون هذا الافتراض غالباً قريباً من الواقع.
المخمد مصنع لمقاومة حمل معينة، Z Load ، ومعاوقة منبع معينة Zs.
إذا نظرنا من منفذ الدخل فتبدو المعاوقات الظاهرة Zs وينتهي المُوهِن بمعاوقة الخرج عند النهاية Zload
أما إذا نظرنا من منفذ الخرج فتكون المعاوقات الظاهرة هي معاوقات الخرج Zload وتنتهي بمقاومات الدخل Zs.

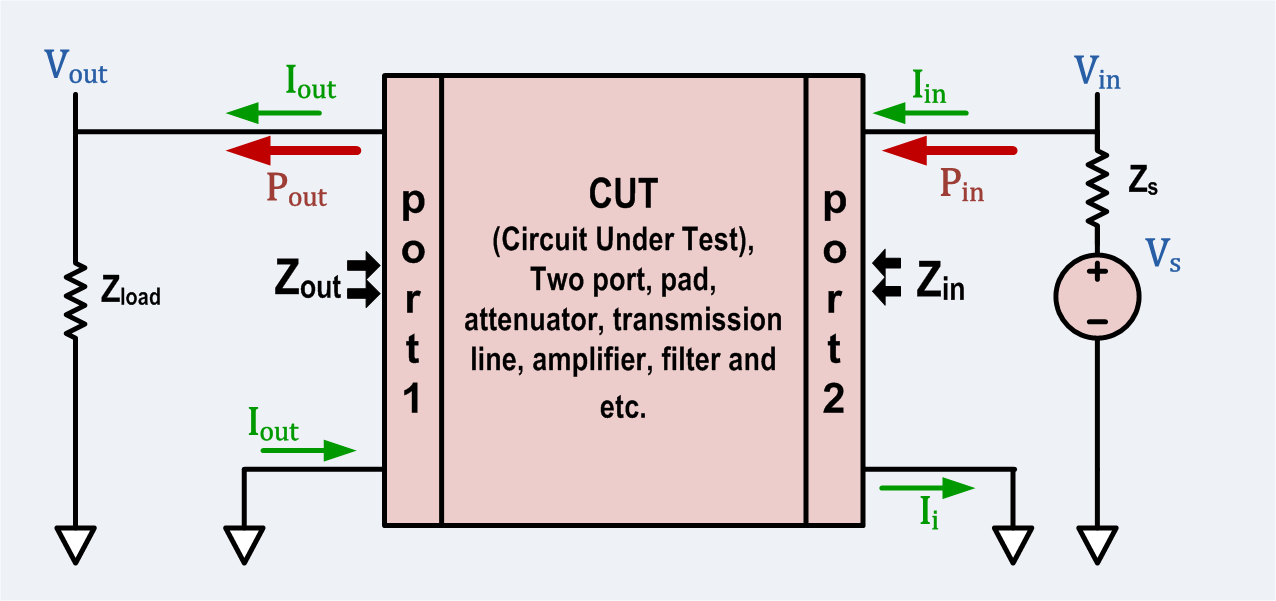

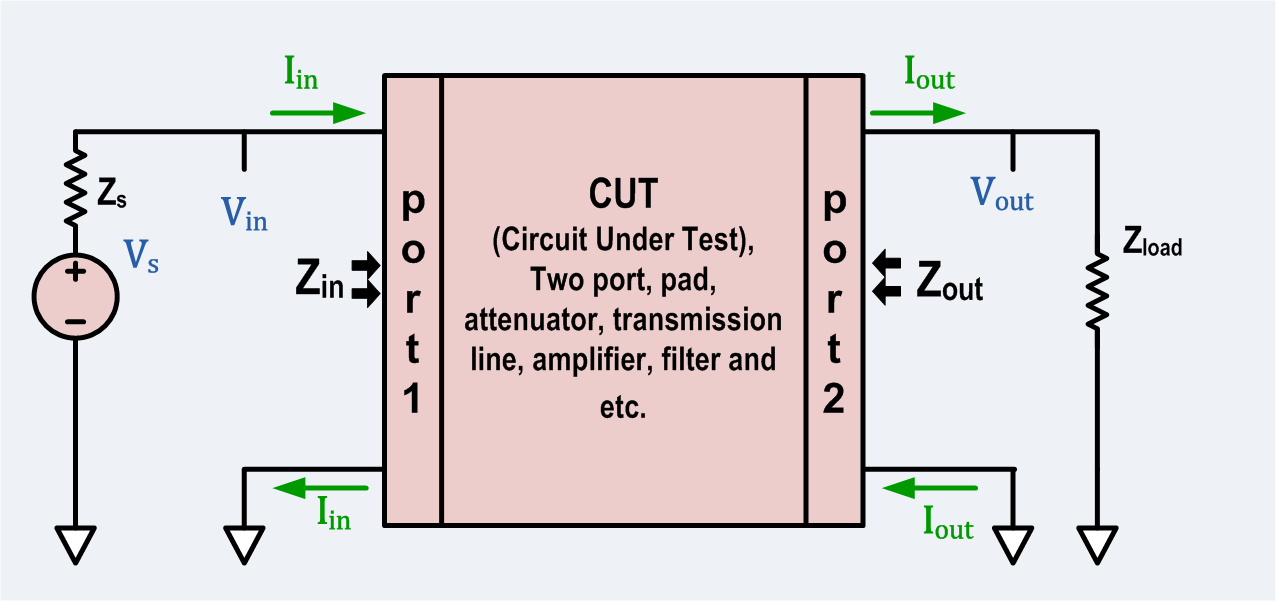

رسم بياني لدارات من الأصناف T,Pi,L

### الحسابات المرجعية لقياس مكون المُوهِنات
- ZLoad المعاوقة الظاهرة على منفذ الخرج عندما تكون معاوقة المنبع Zs  متصلةً بمنفذ الخرج حيث تكون معاوقة الحمل متغير تابع لمقاومة المنبع Z  s
- Vs منبع الدارة المفتوحة أو جهد اللاحمل.
- Vin الجهد المطبق على منفذ الدخل من المنبع.
- Vout الجهد المطبق على الحمل من منفذ الخرج
- Iin التيار الداخل إلى منفذ الدخل من المنبع.
- Iout التيار الداخل إلى الحمل من منفذ الخرج.
- P  in  الاستطاعة (القدرة) الواصلة من المنبع إلى منفذ الدخل وتساوي Vin * Iin
- P out الاستطاعة (القدرة) الممتصة من الحمل من منفذ الخرج VoutXIout
- Pdirect الطاقة التي ستمتص من الحمل إذا كان متصلاً اتصالاً مباشراً بالمنبع.
- Lpad	= 10 log10 (Pin / Pout ) تساوي دوماً.

إذا كان Zs =Zload عندئذٍ Lpad= 20 log10(Vin/Vout)
مع ملاحظة على أنه وفقاً للفرض أن الخسارة أكبر أو تساوي 0 dB.
- Linsertion=10log10(Pdirect/Pout) إذا كان Zs=Zload عندها Linsertion=Lpad.
- Loss= Lpad, الخسارة تشير إلى حمل المخمد.

يُعنى هذا القسم بمخمدات من النوع T, Π, L المصنعة كُليّاً من المقاومات وينتهي كل منفذ بمقاومة نقيّة حقيقية بحتة.
- جميع المعاوقات، التيارات، الجهود وقيم المنفذين سوف يتم اعتبارها حقيقيّة بحتة، في التطبيقات العمليّة هذا الافتراض يكون قريباً من الواقع.
- المخمد مصنع لتحمل معاوقة حمل معينة Zload ، ومعاوقة منبع محددة Zs.
- عندما ينتهي المخمد بالخرج Zload فإننا ننظر إلى المعاوقة من منفذ الدخل Zs.
- عندما ينتهي المخمد بالدخل Zs فإننا ننظر إلى المعاوقة من منفذ الخرج Zload.

يفترض عند حساب المُوهِن من نوع L أن المنفذ الأول يملك أعلى معاوقة. إذا كانت المعاوقة الأعلى تتوضع عند الخرج عندها يتم استخدام هذا الصنف.

### الحسابات المرجعية لحساب عناصر المُوهِن
يملك المُوهِن عادة منفذين ثنائيّ الاتجاه، لكن سيتم التعامل في هذا القسم كونها اتجاها واحدا وفي الحالة العامة أياً كان ما طُبق لكن الحساب يكون للمنبع (الذي وصّف على اليسار) مفترضاً ضمنياً أغلب الوقت,
في حالة المخمد من نوع L الرقم الأيمن يستخدم إذا كانت معاوقة الدخل أكبر من معاوقة المنبع.
كل مقاومة في كل صنف من المُوهِنات سوف تعطى اسماً مميزاً لتقليل الخطأ.
يفترض عند حساب قيم المكونات للصنف L أن يكون المعاوقة المصممة على المنفذ الأول (على اليسار) تساوي أو أكبر من المعاوقة المصممة على المنفذ الثاني .

#### المصطلحات المستخدمة
- المخمد ويتضمن المخمدات من النوع Π, T, L، المُوهِن، ومنفذين.
- يتضمن المنفذين مخمدات من النوع Π, T, L، المُوهِن، ومنفذين.
- منفذ الدخل سيشير إلى منفذ الدخل وهو أحد المنفذين.
- منفذ الخرج سيشير إلى منفذ الخرج وهو أحد المنفذين.
- التناظر وهي الحالة التي تشير أن كل من المنبع والحمل يملكان معاوقة متساوية.
- الخسارة تعني أن نسبة الطاقة التي تدخل من منفذ الدخل للمخمد سوف تقسم من الطاقة التي يمتصها الحمل.
- خسارة الإدخال يعني نسبة الطاقة التي ستقدم للحمل المتصل مباشرة بالمنبع مقسما من الطاقة الممتصة من الحمل عندما يتم الاتصال عبر المخمد

#### الرموز المستخدمة
غير فعّالة، لوحات المقاومة والمُوهِنات التي تكون ثنائية الاتجاه بمنفذين، لكن في هذا القسم سوف يتم معاملتها كأحادية الاتجاه,
- Zs: معاوقة الخرج للمنبع.
- Zload: معاوقة الدخل للحمل.
- Zin المعاوقة الظاهرة على منفذ الدخل عندما يكون Zload متصلاً بمنفذ الخرج. ويكون Zin  متغير تابع لمقاومة الحمل Z load .

### حساب المقاومة في حالة الصنف T المتوازن
{\displaystyle A=10^{-Loss/20}\qquad R_{a}=R_{b}=Z_{S}{\frac {1-A}{1+A}}\qquad R_{c}={\frac {Z_{s}^{2}-R_{b}^{2}}{2R_{b}}}\qquad \,} 

### حساب المقاومة في حالة الصنف Π المتوازن
{\displaystyle A=10^{-Loss/20}\qquad R_{x}=R_{y}=Z_{S}{\frac {1+A}{1-A}}\qquad R_{z}={\frac {2R_{x}}{\left({\frac {R_{x}}{Z_{S}}}\right)^{2}-1}}]\qquad \,} 

### حساب المعاوقة المطابقة للمقاومة في حالة الصنف L
في حال كون كلا مقاومتي الحمل والمنبع (Z1 و Z2 مساوية للصفر أو ذات قيمة تخيلية صغيرة) عندها الممانعة تستخدم للمطابقة بينهما، في حين يمكن أن يرمز للمقاومة بالنسبة للحمل أو المنبع بأحد الرمزين بشرط كون Z1 هي المقاومة الأعلى قيمة.
{\displaystyle R_{q}={\frac {Z_{m}}{\sqrt {\rho -1}}}\qquad R_{p}=Z_{m}{\sqrt {\rho -1}}}
{\displaystyle {\text{Loss}}=20\log _{10}\left({\sqrt {\rho -1}}+{\sqrt {\rho }}\right)\quad {\text{where}}\quad \rho ={\frac {Z_{1}}{Z_{2}}}\quad Z_{m}={\sqrt {Z_{1}Z_{2}}}{\text{   }}\,} 

### التحويل من الصنف T إلى الصنف Π
يتم ذلك بالتحويل النجمي المثلثي عبر المعادلات التاليّة:
{\displaystyle R_{z}={\frac {R_{a}R_{b}+R_{a}R_{c}+R_{b}R_{c}}{R_{c}}}\qquad R_{x}={\frac {R_{a}R_{b}+R_{a}R_{c}+R_{b}R_{c}}{R_{b}}}\qquad R_{y}={\frac {R_{a}R_{b}+R_{a}R_{c}+R_{b}R_{c}}{R_{a}}}.\qquad \,} 

### تحويل من الصنف Π إلى الصنف T
يتم ذلك بالتحويل المثلثي النجمي عبر المعادلات التالية:
{\displaystyle R_{c}={\frac {R_{x}R_{y}}{R_{x}+R_{y}+R_{z}}}\qquad R_{a}={\frac {R_{z}R_{x}}{R_{x}+R_{y}+R_{z}}}\qquad R_{b}={\frac {R_{z}R_{y}}{R_{x}+R_{y}+R_{z}}}\qquad \,} 

## هوامش
1 نسبة ثبات موجة القدرة (Voltage Standing Wave Ratio)VSWR.
2 نسبة الموجة الدائمة SWR (Standing Wave Ratio)